# South Dragons
Les South Dragons est un ancien club australien de basket-ball basé à Melbourne. Il s'agit du deuxième club, avec les Melbourne Tigers, de la ville à évoluer National Basketball League, le plus haut niveau en Australie. 
Tout comme les Singapore Slingers, les South Dragons ont rallié la ligue à l'aube de la saison 2006-2007, néanmoins, et contrairement aux premiers nommés, il s'agit là d'une extension de la ligue et non du remplacement d'une équipe défunte.

## Palmarès
- National Basketball League : 2009

## Entraîneurs successifs
- Mark Price (2006)
- Shane Heal (2006-2008)
- Guy Molloy (2008)
- Brian Goorjian (2008-2009)

## Joueurs célèbres ou marquants
- Shane Heal